# 霍城県
霍城県（かくじょう-けん）は、中華人民共和国新疆ウイグル自治区イリ・カザフ自治州に位置する県。ウイグル語名コルガス（Qorghas）を漢字転写して霍爾果斯（簡体字：霍尔果斯）、それを略して霍城と呼ぶ。ホルゴス、ホルガスと仮名表記されることもある。
グルジャ市の西45キロメートルに位置しており、北は天山地方に、南はイリ川に面している。また、西はカザフスタンとの国境である。
漢族、ウイグル族など29民族が暮らす。

## 行政区画
5鎮、3郷、1民族郷を管轄：
- 鎮：水定鎮、清水河鎮、ロサウグ鎮（芦草溝鎮）、キュレ鎮（恵遠鎮）、サルブラク鎮（薩爾布拉克鎮）
- 郷：レンゲル郷（蘭干郷）、三道河郷、大西溝郷
- 民族郷：三宮回族郷
- 六十三団、六十四団、六十六団
- 格干溝牧場、果子溝牧場、良種繁育中心

## 経済
2011年にカザフスタンとの自由貿易特区が開設された。免税で買い物ができる商業モールが並ぶ「ホルゴス国際国境協力センター」は、カザフスタンのほかキルギスやロシアからの買い物客で賑わっている。中国が進める一帯一路政策に基づき、ヨーロッパとの間を結ぶ貨物列車が経由する「陸の港」も整備されている。
県内全体としては農業や鉱業が主産業である。小麦、トウモロコシ、テンサイ、綿花、タバコ、リンゴなどの農作物が栽培されているほか、牛や羊の牧畜も行われている。鉱山資源としては、石炭、リン、鉄鉱石、金、銀、銅、石灰岩、氷州石（方解石の一種）、大理石がある。

## 交通

### 鉄道
- 中国鉄路総公司
  - 精伊霍線
    - 霍城駅

### 道路
清水河鎮でG218国道とG312国道が接続。
- 高速道路
  - 連霍高速道路
  - 清伊高速道路
- 国道
  - G218国道
  - G312国道